# Syneches fuscescens
Syneches fuscescens är en tvåvingeart som beskrevs av Mario Bezzi 1909. Syneches fuscescens ingår i släktet Syneches och familjen puckeldansflugor. Inga underarter finns listade i Catalogue of Life.